# Gary Cahill
Gary James Cahill (ur. 19 grudnia 1985 w Dronfield) – angielski piłkarz grający na pozycji obrońcy.

## Kariera klubowa
Początkowo zawodnik Aston Villi (od 2000 roku). W listopadzie 2004 został wypożyczony do Burnley. Regularnie występował w pierwszym zespole, dzięki czemu został uznany najlepszym graczem swojej drużyny. Latem 2005 roku powrócił do klubu z Birmingham. 1 kwietnia 2006 roku zadebiutował w jego barwach w Premier League w przegranym 0:5 meczu z Arsenalem. Pierwszego gola strzelił 16 kwietnia w derbowym spotkaniu z Birmingham City, przyczyniając się do zwycięstwa 3:1. W sezonie 2006/2007 rozegrał w angielskiej ekstraklasie 20 meczów. We wrześniu 2007 roku został wypożyczony do Sheffield United, w którym był podstawowym graczem.
30 stycznia 2008 roku przeszedł na zasadzie transferu definitywnego do Boltonu Wanderers, z którym podpisał trzyipółletni kontrakt. W sezonie 2007/2008 wraz z nim uczestniczył w rozgrywkach Pucharu UEFA – zagrał m.in. w dwóch ćwierćfinałowych meczach ze Sportingiem. Od momentu przejścia do Boltonu, Cahill był jego podstawowym zawodnikiem i stanowił ważny punkt zespołu. Łącznie rozegrał w nim 147 meczów i strzelił 15 goli, w tym jednego w wygranym 2:1 spotkaniu z Evertonem – swoim ostatnim występie w barwach klubu z Horwich (4 stycznia 2012).
16 stycznia 2012 roku przeszedł do Chelsea. Media poinformowały, że cena transferu wyniosła ok. 7 milionów funtów. W londyńskim zespole zadebiutował 5 lutego w zremisowanym 3:3 meczu z Manchesterem United. Pierwszego gola strzelił 18 marca w spotkaniu z Leicester City, przyczyniając się do zwycięstwa 5:2. W sezonie 2011/2012 zdobył wraz z Chelsea puchar Anglii (w finałowym pojedynku z Liverpoolem nie zagrał z powodu kontuzji), wygrał również rozgrywki Ligi Mistrzów – w meczu finałowym z Bayernem Monachium wystąpił w podstawowym składzie. Rok później wraz z klubem wygrał Ligę Europejską. 1 marca 2015r. wygrał z Chelsea Puchar Ligi Angielskiej. 3 maja zdobył mistrzostwo Anglii, wyczyn ten powtórzył dwa lata później. Po odejściu Johna Terry'ego z Chelsea, Cahill został wybrany nowym kapitanem drużyny.
16 listopada 2022 roku Gary Cahill ogłosił zakończenie kariery piłkarskiej.

## Kariera reprezentacyjna
Cahill był uprawniony do występów w reprezentacji Irlandii (jego dziadek jest Irlandczykiem), jednak wybrał grę dla Anglii.
Występował w młodzieżowych reprezentacjach Anglii. W 2007 roku uczestniczył w mistrzostwach Europy do lat 21. W turnieju rozegranym w Holandii Anglicy dotarli do półfinału, zaś Cahill zagrał jedynie w zremisowanym bezbramkowo meczu z Czechami w fazie grupowej.
W kadrze seniorskiej zadebiutował 3 września 2010 roku w spotkaniu z Bułgarią, zmieniając w drugiej połowie Michaela Dawsona (pierwsze powołanie otrzymał już w 2009 na pojedynek z Kazachstanem). Pierwszego gola w barwach narodowych strzelił 2 września 2011 również w pojedynku z Bułgarią, przyczyniając się do zwycięstwa 3:0.
W maju 2012 roku został powołany przez selekcjonera Roya Hodgsona do kadry na mistrzostwa Europy w Polsce i na Ukrainie. 2 czerwca w towarzyskim meczu z Belgią został popchnięty przez napastnika rywali Driesa Mertensa, w wyniku czego wpadł w angielskiego bramkarza Joe Harta i złamał szczękę. Kontuzja wykluczyła go z udziału w turnieju, jego miejsce w kadrze zajął Martin Kelly.

## Sukcesy

### Klubowe
Chelsea
- Liga Mistrzów UEFA (1x): 2012
- Liga Europy UEFA (2x): 2013, 2019
- Mistrzostwo Anglii (2x): 2014/2015 2016/2017
- Puchar Anglii (1x): 2012
- Puchar Ligi Angielskiej (1x): 2014/15